# Attila Czene
Attila Czene (Szeged, 20 de junho de 1974) é um nadador húngaro, campeão olímpico da prova dos 200 metros medley em Atlanta 1996.
Nos Jogos Olímpicos de Barcelona em 1992 obteve a medalha de bronze nos 200m medley. No ano seguinte conquistou prata na mesma prova do Campeonato Europeu. No Europeu de 1995 conquistou a medalha de prata nos 200m medley e no 4x100 metros medley.
Na Olimpíada de Atlanta em 1996, obteve o ouro nos 200m medley e ficou em sexto lugar no revezamento 4x100m medley com a equipe húngara e em Sydney 2000 ficou em quarto lugar nos 200m medley.
Foi detentor do recorde mundial dos 200m medley em piscina semi-olímpica entre 2000 e 2004.